# Falcon Heavy
Falcon Heavy är en delvis återanvändbar bärraket designad, utvecklad och tillverkad av företaget SpaceX i USA. Raketen är baserad på företagets Falcon 9-raket, och dess första steg består av tre parallellt sammankopplade första-steg från Falcon 9-raketen. Den kan lyfta 63,8 ton till låg omloppsbana runt jorden, vilket kan jämföras med Falcon 9 Block 5 som lyfter upptill 22,8 ton. Falcon Heavy är byggd för att kunna landa sina boosters och sitt första steg. Raketen använder sig av fyra grid fins (en sorts styrfenor) på varje booster för att styra sig själv medan den är på väg ner igenom atmosfären. 
Den första uppskjutningen gjordes den 6 februari 2018.

## Utveckling
Raketen har funnits på ritbordet sedan mitten på 2000-talet. När Elon Musk presenterade raketen 2011, meddelade han att den skulle kunna förflytta bränsle mellan startraketerna och första steget under färd och att den skulle kunna lyfta 53 ton. Första uppskjutning var då planerad till 2013. Datumet har sedan skjutits fram flera gånger.
Under tiden har raketens lastkapacitet ökat till 63 ton och planerna på att pumpa bränsle mellan raketens tre första steg har skjutits på framtiden. Enligt Elon Musk har det visat sig svårare att designa en raket med tre första steg, än man från början trodde. Han har också sagt att raketen kanske inte skulle nå omloppsbana vid första uppskjutningen.

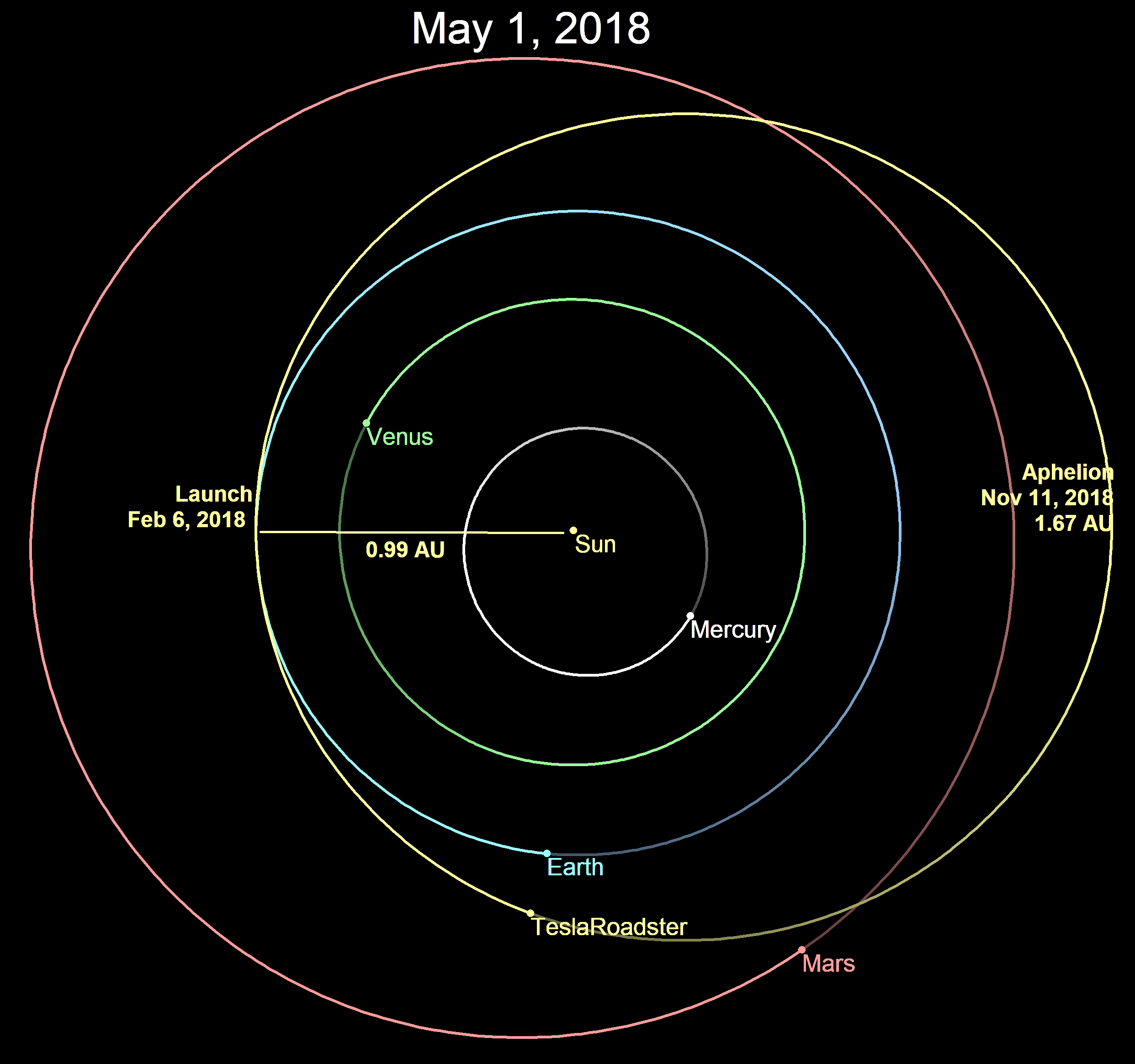
Bilens omloppsbana runt solen.

| Destination             | aug 2013  | maj 2016  | apr 2017  |
| ----------------------- | --------- | --------- | --------- |
| LEO (28.5°)             | 53 000 kg | 54 400 kg | 63 800 kg |
| GTO (27°)               | 21 200 kg | 22 200 kg | 26 700 kg |
| GTO (27° återanvändbar) | 6 400 kg  | 6 400 kg  | 8 000 kg  |
| Mars                    | 13 200 kg | 13 600 kg | 16 800 kg |
| Pluto                   | -         | 2 900 kg  | 3 500 kg  |

## Första uppskjutningen

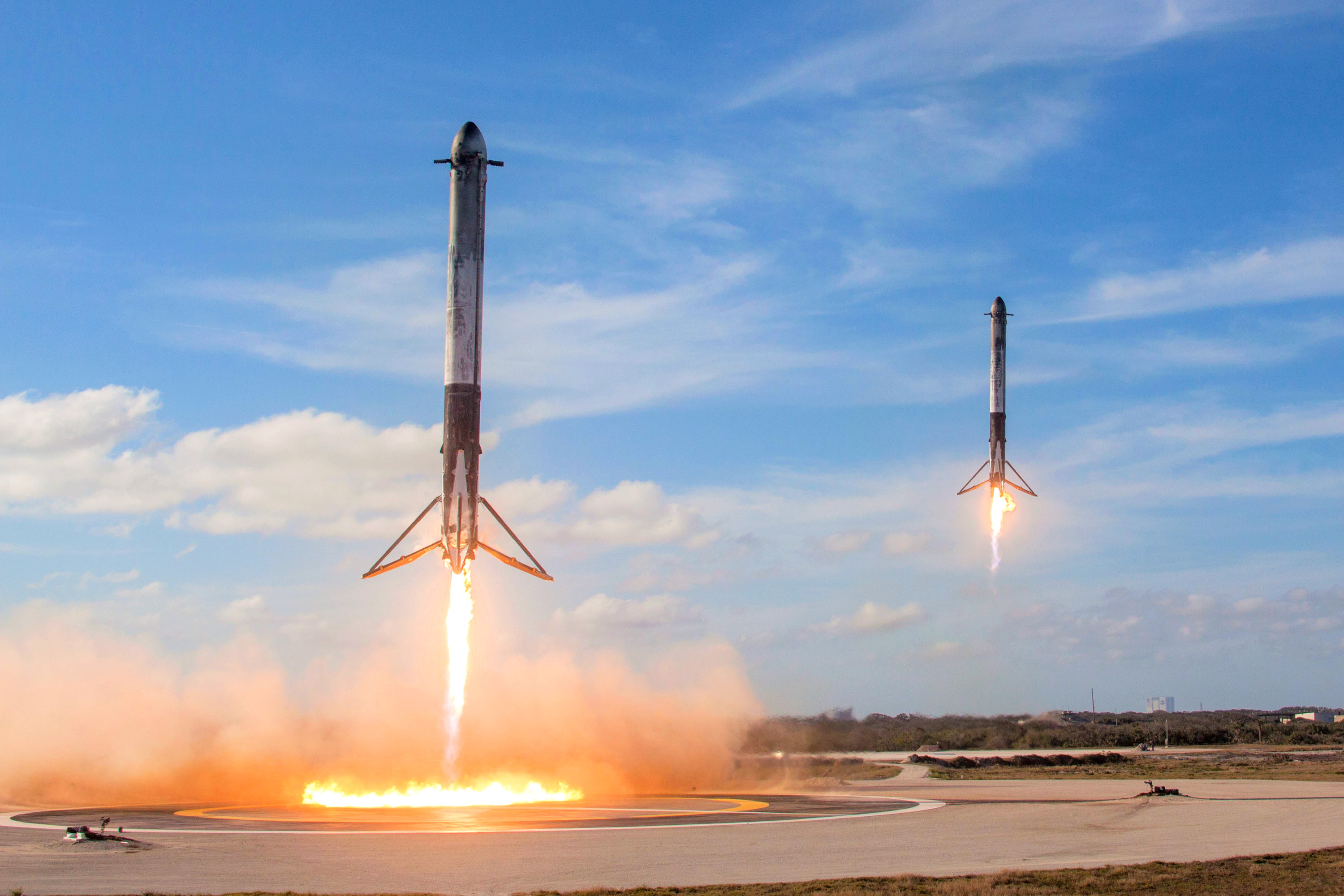
Samtidig landning av Falcon Heavys startraketer.

Den första uppskjutningen gjordes den 6 februari 2018 klockan 3.45 pm EST (21.45 svensk tid). från Kennedy Space Center LC-39A i Florida, USA. Detta är samma uppskjutningsplats som när Apollo 11 skickades upp på sin färd till månen år 1969.
Lasten var SpaceX grundare och vd Elon Musks personliga Tesla Roadster. Den placerades i en elliptisk omloppsbana (en så kallad Hohmannbana) runt solen. Den yttersta delen av den elliptiska banan når utanför omloppsbanan för planeten Mars, medan den innersta delen är på "jordavstånd" från solen. Objektet passerar således omloppsbanorna för planeten Mars och jorden, men har inte möjlighet (bränsle och elförsörjning) att lämna denna elliptiska bana för att till exempel gå in i en bana runt jorden eller Mars.
Efter uppskjutningen separerade de båda startraketerna som planerat och lyckades landa på Landing Zone 1.
Även raketens förstasteg separerade som planerat, men misslyckades med landningen och kraschade i Atlanten, då två av raketmotorerna inte återstartade strax före den planerade landningen på pråmen Of Course I Still Love You.

## Uppskjutningar
- Lista över SpaceX raketuppskjutningar
- Lista Falcon 9 förstasteg bärraket